# Anastatus huangi
Anastatus huangi är en stekelart som beskrevs av Mao-Ling Sheng och Yu 1998. Anastatus huangi ingår i släktet Anastatus och familjen hoppglanssteklar. Inga underarter finns listade i Catalogue of Life.